# Lawrence Schiller
Lawrence Schiller (né le 28 décembre 1936 à New York dans l'État de New York aux États-Unis) est un photographe, producteur, réalisateur, scénariste, directeur de la photographie et monteur américain.

## Carrière comme photographe
Il a travaillé de façon indépendante pour de nombreux titres de presse. Il est célèbre pour avoir photographié Marilyn Monroe en 1962 pour Paris Match et pour le livre Marilyn & Me, comportant une centaine de photos de l'actrice,,. Ces photos ont aussi fait l'objet d'expositions.

## Filmographie

### comme producteur
- 1971 : The American Dreamer
- 1975 : Hey, I'm Alive! (TV)
- 1977 : The Trial of Lee Harvey Oswald (en) (TV)
- 1978 : The Winds of Kitty Hawk (TV)
- 1980 : Marilyn, une vie inachevée (Marilyn: The Untold Story) (TV)
- 1981 : Child Bride of Short Creek (TV)
- 1981 : Acte d'amour (The Patricia Neal Story) (TV)
- 1982 : Le Chant du bourreau (The Executioner's Song) (TV)
- 1984 : Her Life as a Man (TV)
- 1985 : Murder: By Reason of Insanity (TV)
- 1986 : Pierre le Grand (Peter the Great) (feuilleton TV)
- 1989 : Margaret Bourke-White (TV)
- 1992 : Illégitime défense (Double Jeopardy) (TV)
- 2000 : Perfect Murder, Perfect Town: JonBenét and the City of Boulder (TV)
- 2000 : American Tragedy (TV)
- 2002 : Master Spy: The Robert Hanssen Story (en) (TV)
- 2004 : Trace Evidence: The Case Files of Dr. Henry Lee (série télévisée)

### comme réalisateur
- 1971 : The Lexington Experience
- 1971 : The American Dreamer
- 1975 : The Man Who Skied Down Everest
- 1975 : Hey, I'm Alive! (TV)
- 1982 : Le Chant du bourreau (The Executioner's Song) (TV)
- 1989 : Margaret Bourke-White (TV)
- 1990 : The Plot to Kill Hitler (en) (TV)
- 1992 : Illégitime défense (Double Jeopardy) (TV)
- 2000 : Perfect Murder, Perfect Town: JonBenét and the City of Boulder (TV)
- 2000 : American Tragedy (TV)
- 2002 : Master Spy: The Robert Hanssen Story (en) (TV)
- 2004 : Trace Evidence: The Case Files of Dr. Henry Lee (série télévisée)

### comme scénariste
- 1971 : The American Dreamer

### comme directeur de la photographie
- 2004 : Trace Evidence: The Case Files of Dr. Henry Lee (série télévisée)

### comme monteur
- 1971 : The American Dreamer